# Mátranovák
Mátranovák es un pueblo ubicado en el condado de Nógrád, Hungría.

## Superficie
Posee una superficie de 26,97 kilómetros cuadrados.

## Demografía
Hasta 2021 la población era de 1606 habitantes, con una densidad de población de 59,54 habitantes por kilómetro cuadrado.